# 임동중학교
임동중학교(臨東中學校)는 경상북도 안동시 임동면 중평리에 있었던 공립 중학교이다.

## 학교 연혁
- 1951년 11월 29일: 임동중학교 설립 3학급 인가
- 1951년 12월 31일: 초대 권오경 교장 취임
- 1952년 3월 20일: 제1회 졸업식(29명 졸업)
- 1975년 2월 20일: 교가 제정(류희붕 작사, 김태현 작곡)
- 1988년 9월 16일: 이설 신축 교사 완공
- 1989년 4월 27일: 임하댐 수몰로 중평단지 현 교사로 이전
- 1990년 11월 18일: 테니스장 준공
- 2015년 9월 1일: 제29대 김재덕 교장 취임
- 2017년 2월 16일: 제66회 졸업식(6명 졸업, 총 졸업생수 6,667명)
- 2018년 2월 28일: 폐교 및 인근 학교와 기숙형 중학교 웅부중학교로 통합[1], 67년만에 폐업

## 참고 자료
- 임동중학교 - 한국교육학술정보원 학교알리미